# アクシーノ
アクシーノ（Axino）は、素粒子物理学の理論から予測される仮想上の基本粒子の1つである。
ペッチャイ-クィン理論(en:Peccei–Quinn theory)は、強い相互作用においてCP対称性が高い精度で成立していることをアクシオンと呼ばれるスカラー粒子を導入することで、説明しようとした。そのモデルに超対称性を組み入れると、アクシオンに対するフェルミ粒子の超対称性粒子であるアクシーノとボース粒子の超対称性粒子であるサクシオン(saxion)の存在が予測される。これらは全てカイラル超場(en:Chiral superfield)に含まれる。
アクシーノの質量がどのような値になるかは模型の詳細に依存するが、最軽量超対称粒子(en:Lightest Supersymmetric Particle)となる場合もあり、アクシーノはダークマターの候補の一つである。